# マイアミ大学 (オハイオ州)
マイアミ大学（マイアミだいがく、Miami University）は、アメリカ合衆国オハイオ州オックスフォードにある公立研究大学。コロンバス市のオハイオ州立大学、アセンズ市のオハイオ大学と並び、オハイオ州を代表する州立大学のひとつである。創立は1809年で、アメリカの州立大学で10番目に古い。
オハイオ州内の大学のうち、オハイオ州立大学が大学院重視の大規模研究系大学の側面を持つのに対し、同校は学部教育を重視し少数精鋭制をとる。そのため学部教育専門の大学と認識されることもあるが、近年では大学院教育や研究にも（学部教育に加えて）力を入れている学部も少なくない。フロリダ州に同名（正確には英語名は違う）のマイアミ大学があるため、Miami of OhioやMiami (OH)という表記も存在する。

## キャンパス
オックスフォード市の本校に加え、ハミルトン市、ミドルタウン市
に分校を持つ。分校には誰でも入学できるが、1年生と2年生のための授業しか開講されていないため、学士の学位取得を希望する学生は3年生になった時点で本校に転校することになる。この他、ルクセンブルクのディフェルダンジュ（Differdange）にマイアミ大学ドリボワ欧州センター（Miami University Dolibois European Center）がある。マイアミ大学の生徒は全キャンパスの授業を自由に受講でき、キャンパス間の転校も自由である。

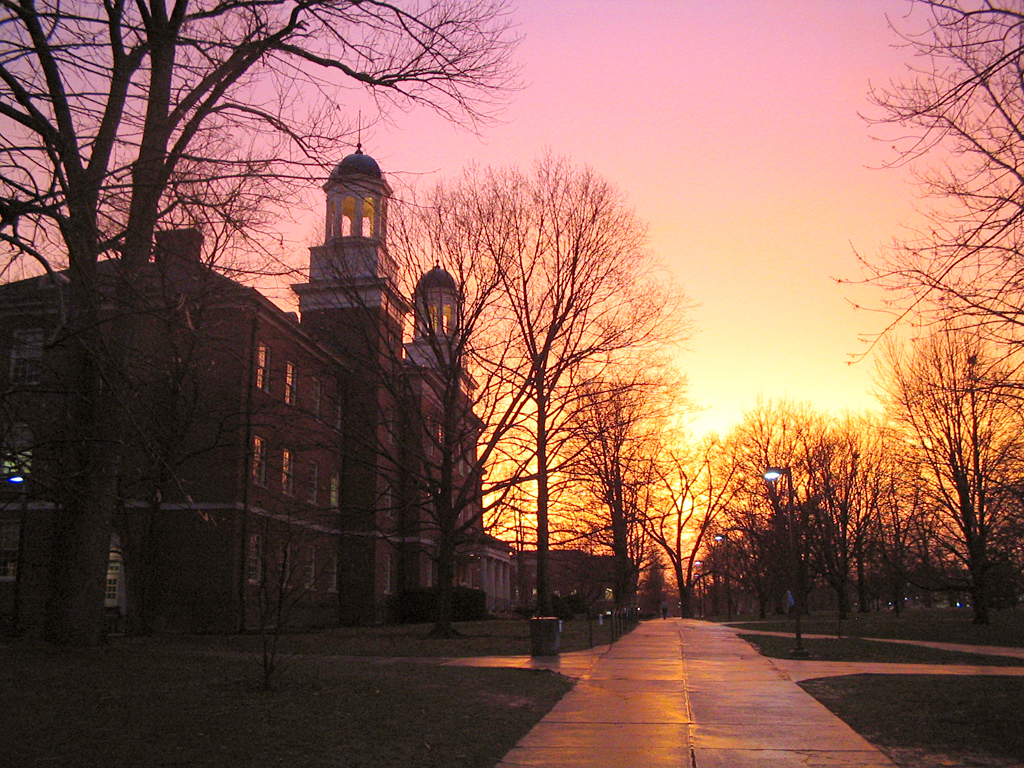
ハリソン・ホール

メインキャンパスでは、新築する建物もすべて赤煉瓦で統一し、4階よりも高い建築を禁ずるなどの規則を設け、美観を重視している。鐘楼が二つある。
ジョディ・フォスター主演の映画「リトルマン・テイト」（1991年）は大部分が同校オックスフォードキャンパスで撮影された。
本校のウェスタン・キャンパスには米国近代養蜂の父として知られるL・L・ラングストロス（L. L. Langstroth）の邸宅がある。ラングストロス邸はアメリカ国定歴史建造物に指定されており、同校の学習・教育振興センターとして使用されている。

## 歴史
1809年設立。「マイアミ」の名は、この地方に住んでいたインディアン部族のマイアミ族に由来しており、フロリダ州の都市マイアミとは必ずしも関係がない。

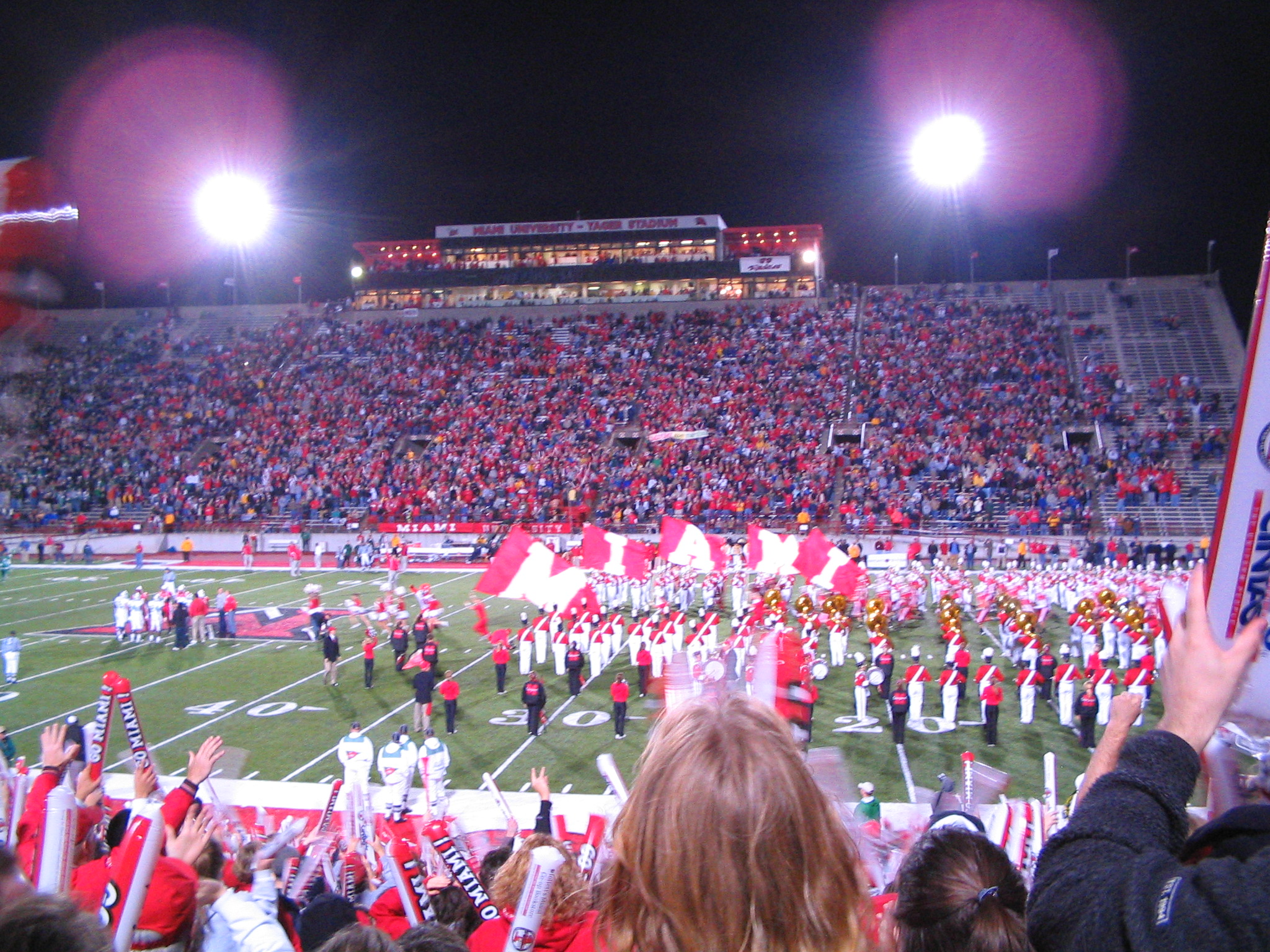
アメリカンフットボールの競技場

## スポーツ・サークル・伝統
スポーツチームはレッドホークス（RedHawks）と呼ばれる。マスコットは赤い鷹で、名称はスウープ（"Swoop"）。かつてこの地に居住していた先住民マイアミ族にちなみ、旧チーム名をRedskins（レッドスキンズ）としていたが、チーム名が人種差別的だという批判が出てきたため、1997年に現在のチーム名に改称された。同校のフットボールチームは「コーチのゆりかご」として知られ、これまでにNFLや強豪大学に数々の名コーチを送り出してきた。
マイアミ族自治政府とマイアミ大学との協定により、マイアミ族出身の学生は授業料を免除され、無償で入学できる。
校風は、「よく遊び、よく学ぶ」的な態度を持つ学生が多い。3月の春休み前の木曜日は「緑のビールの日（Green Beer Day）」と呼ばれ、午前4時ごろから緑色に着色したビールや食品を摂取し、酩酊状態で登校し、間に休憩や睡眠を入れながら深夜まで飲酒を続けるという行事がある。1950年代に、いつも春休みと重なる聖パトリックの祝日を一週間前の木曜日に代替して祝ったことから始まったらしい。大学側はこの行事の取り締まりを厳しくしたい方針だが、生徒側も「緑のビールの日」にあえて講義や試験をする教授を報告させるなどの対策をとっている。
同州で最も古いオハイオ大学は、自他ともに認めるライバルである。

## 評価
リチャード・モルによる1985年の著書『パブリック・アイビーズ：アメリカの公立旗艦学部大学』（The Public Ivys: America's Flagship Undergraduate Colleges）の中では、パブリック・アイビーの一つに数えられている。2006年のUSニューズ&ワールド・レポート誌の大学ランキングでは、全米60位（公立校の中では21位）。ビジネスウィーク誌の経営大学院ランキングではリチャード・T・ファーマー経営大学院（Richard T. Farmer School of Business）の学部教育が全米の公立大中7位。また、Chronicle of Higher Educationにおいて動物学部が2007年のFaculty Scholarly Productivity index　（職員の研究実績評価）全米の動物学部中8位に評価された。同学部大学院プログラムはPhD.orgのランキングにおいても高い評価を得ている（このランキングはパラメーターの変更で前後するが、初期設定では全米の動物学部の中で3位）。

## 著名な出身者
- チャールズ・アンダーソン（第27代オハイオ州知事）
- 大川ダニエル（アイスホッケー選手、アイスホッケー日本代表）
- ジェームズ・エドウィン・キャンベル（第38代オハイオ州知事）
- アート・クローキー（アニメーター）
- マーク・コールマン（総合格闘家、プロレスラー）
- ロバート・カミング・シェンク（軍人）
- ロバート・シュール（長距離選手）
- ケイレブ・ブラッド・スミス（第6代アメリカ合衆国内務長官）
- 鄭雲燦（大韓民国国務総理、ソウル大学校総長）
- ウィリアム・デニソン（第24代オハイオ州知事、第24代アメリカ合衆国郵政長官）
- ベンジャミン・ハリソン（第23代大統領）
- ロン・ハーパー（NBA選手、シカゴ・ブルズとロサンゼルス・レイカーズで合わせて5回優勝。）
- ジョン・ショウ・ビリングス（アメリカ陸軍軍医総監代理、ニューヨーク公共図書館初代館長）
- ブライアン・ピルマン（プロレスラー）
- ポール・ブラウン（アメリカンフットボールのコーチ）
- オリヴァー・ハザード・ペリー・スロック・モートン（中退、第14代インディアナ州知事）
- ポール・ライアン（政治家、2012年共和党副大統領候補）
- スティーヴン・ライニキー（作曲家）
- ニック・ラシェイ（中退、歌手、ジェシカ・シンプソンの前夫）
- ベンジャミン・W・リー（理論物理学者）
- ベン・ロスリスバーガー（ピッツバーグ・スティーラーズのクォーターバック）
- エドウィン・ダン（獣医師、明治期のお雇い外国人、駐日アメリカ特命全権公使）